# Jacopo Soldani
Jacopo Soldani (né le 1er octobre 1579 à Florence, †  le 11 avril 1641 dans la même ville) est un poète satirique italien.

## Biographie
Né à Florence le 1er octobre 1579, il apprit le droit, se livra de bonne heure à l’étude des sciences et fut assez heureux pour recevoir des leçons de Galilée. Son instruction et son amabilité le firent accueillir du grand-duc Ferdinand II, qui le nomma son chambellan et le donna pour gouverneur à son frère Léopold, devenu plus tard cardinal et fondateur de l’Accademia del Cimento. Malgré ces occupations, Soldani n’abandonna jamais l’étude : il fréquentait assidûment les sociétés littéraires auxquelles il appartenait, surtout l’Académie florentine, qui le proclama consul en 1606. Le grand-duc lui accorda une plus grande marque d’estime en l’élevant au rang de sénateur, en 1637. Censeur austère des vices de la société, Soldani composa des satires, où il s’efforça d’imiter le style du Dante, dont il était admirateur passionné ; mais trop faible pour s’élever à une si grande hauteur, il se traîne péniblement sur les traces de son modèle, sans pouvoir jamais l’atteindre. Ses satires, au nombre de sept, sont écrites en terza rima, mètre adopté par les satiriques italiens et qui est celui du Dante, dont le poème offre en plusieurs endroits les premiers et les plus beaux essais en ce genre. Les satires de Soldani, avant même d’être publiées, avaient été rangées par l’Accademia della Crusca au nombre des testi di lingua. Si l’on excepte la quatrième, dans laquelle l’auteur attaque les ennemis de son maître Galilée, toutes les autres ne contiennent que des lieux communs contre les courtisans, les hypocrites, les avares, etc. Soldani mourut à Florence le 11 avril 1641, et sa famille s’éteignit dans la personne de Filippo, son fils, évêque de Fiesole.

## Œuvres
- Satire, Florence, 1751, in-8°, avec un discours préliminaire de Gori et des notes fournies en grande partie par Bianchini, réimprimées dans la collection des autres satiriques, de Poggiali, Livourne, 1786, 7 vol. in-12 ;
- Delle lodi di Ferdinando I Medici, orazione recitata nell’academia degli Alterati, Florence, 1609, in-4° ;
- Orazione funebre recitata nell’esequie di Luigi Alamanni (le jeune), dans les Prose florentine, t. 4, part. 1, p. 46.

Il avait aussi composé un Trattato delle virtù morali, qui n’a pas été rendu public. Voyez le discours préliminaire de Gori, et Salvini, Fasti consolari.